# Skévophylax
Skévophylax, skevophylax (sans accent) ou Scevophilacte est un mot d'origine grecque, désignant le conservateur des trésors d'une église.
Ce mot est utilisé comme surnom (souvent avec une majuscule de déférence) pour les religieux et saints de l'Église orthodoxe qui ont exercé ce rôle (Joseph le Skévophylax, Nicéphore le Skévophylax, Ignace le Skévophylax,..).
Terme issu du grec ancien σκευοφύλαξ Skevophylax, composé de σκεῦος, skeuos (vase, ustensile) et de φύλαξ, fulax (Gardien).